# Бесор
Бесо́р (ивр. בשור‎, араб. وادي غزة‎, вади Газа) — вади (пересыхающая река) на юге Израиля и в секторе Газа, в северо-западной части Негева, впадает в Средиземное море. Один из крупнейших вади в Негеве и крупнейший в Северном Негеве, крупнейшая река Сектора Газа.

## География
Длина реки составляет 80 км, площадь бассейна — 3400−3500 км². Площадь бассейна реки наибольшая из израильских рек, впадающих в Средиземное море, она включает в себя большую часть Северного Негева и Хевронского нагорья.
Исток реки находится под горой Михья́, на границе между плато Авдат и хребтами Северного Негева. В 4 км от горы Михья река протекает по впадине, разделяющей антиклинали Халуким и Бокер, по которой она течёт на протяжении около 4 км. После того как в него впадает вади Ха-Роэ, Бесор поворачивает на запад и пересекает антиклинали Бокер и Шивта. У мошава (посёлка) Ашалим река выходит на равнину, течёт на север через пески Халуца и протекает мимо руин Халуцы. После объединения с вади Беэр-Шева Бесор поворачивает на северо-запад и у перекрёстка Цеэлим выходит из песков на лёссовые равнины Северо-Западного Негева.
Бесор впадает в Средиземное море на территории сектора Газа, в 7-8 км к югу от города Газа. Этот участок длиной в 9 км носит название Вади-Газа. Он представляет собой песчаную долину шириной 20-50 м, ограниченную крутыми склонами высотой 6-8 м. Недалеко от устья река широко разливается, образуя солоноавтое болото.
Климат в районе Бесора засушливый, годовая норма осадков в разных частях бассейна составляет от 100 до более 500 мм. Зимой выпадают слабые дожди, для весны и осени характерны короткие мощные бури, приносящие много осадков.

## В истории
Поток Восор упомянут в Библии как граница кочевий амаликитян, которой достиг царь Давид, спасая из плена двух своих жён (1Цар. 30:9).

## Природа
На берегу Бесора расположен национальный парк Эшколь.